# 케이휘슬
케이휘슬(K-Whistle)은 2001년 설립된 비영리 사단법인인 한국기업윤리경영연구원(Korea Business Ethics Institute)에서 운영하는 외부위탁 신고시스템의 명칭으로, 2008년 국내 최초로 [통신망을 이용한 기업내부고발 시스템 및 방법(특허 제 10-0846908)]으로 특허를 받은 신고시스템이다.
케이휘슬 신고시스템은 외부 전문기관에서 운영하는 서버에 서비스가 올라가 있기 때문에, 신고자는 신고자의 IP 추적 등의 염려 없이 기업 및 기관 내부의 부정·부패 부조리 등을 신고자 신원 노출에 대한 걱정없이 신고할 수 있다.
신고는 무기명, 익명, 실명 등으로 신고가 가능하다. 무기명 신고는 신고자의 정보를 기입하지 않고 신고하는 방법이며, 익명 신고는 신고자의 정보를 입력하나 해당 정보를 신고 접수기관으로 전달하지 않는 신고 방법, 실명 신고는 신고자의 기입한 신고자의 정보를 신고 접수기관으로 전달하는 신고방법이다. 케이휘슬을 도입한 기관은 필요에 따라, 각각의 신고채널과 유형에 대해 원하는 신고방법(무기명/익명/실명)으로 설정하여 운영할 수 있다.
케이휘슬 시스템에서는 신고자의 IP를 남기지 않으며, 모든 신고 정보는 평문암호화하여 DB에 저장하기 때문에 무기명 및 익명 신고 시 신고자는 신원노출에 대한 걱정 없이 신고할 수 있다. 
ISO37002에서는 케이휘슬과 같은 조직 내부의 신고시스템은 기업과 기관의 자정 능력을 향상시키고, 부패·부조리에 대한 조기경보시스템으로 작동하기 때문에 기업의 윤리경영과 지속가능경영에 매우 도움이 된다고 한다. 또한 이러한 신고시스템을 통한 반부패와 내부통제를 통한 투명성 강화는 ESG 경영에서 요구하는 지배구조(Governance) 개선에도 긍정적인 효과가 있다고 한다.